# Diadema setosum
Diadema setosum, comúnmente conocido como erizo diadema, es un erizo marino que vive en el océano Índico y en el Pacífico, si bien se está extendiendo rápidamente en el Mediterráneo oriental, sobre todo a lo largo de la costa de Turquía y las islas del archipiélago griego de Dodecaneso. Se comienzan a ver los primeros ejemplares también en las aguas de Sicilia. Tratándose de una  especialmente invasiva es previsible un aumento exponencial en los próximos años en todo el Mediterráneo .

## Descripción
Es un erizo de mar negro de gran tamaño, muy difundido en los mares tropicales. Su cuerpo es bastante pequeño y no supera los 10 cm, pero sus púas son extremadamente largas, y pueden llegar a medir hasta 30 cm. Las espinas más cortas tienen glándulas venenosas. En la cara superior, la caja presenta cinco puntas blancas unidas por líneas iridiscentes que forman una estrella azul. Su ano forma una esfera prominente en la parte superior de su cuerpo, fácilmente reconocible gracias al anillo naranja.
Se asemeja a una especie análoga del Caribe, Diadema antillarum, conocida como la "diadema del Caribe".

## Distribución y hábitat
El erizo diadema se encuentra en el Indo-Pacífico a una profundidad máxima de aproximadamente 70 metros, pero por lo general entre los 10 y los 30 metros. Su área de distribución se extiende desde las costas de África hasta Hawái y a las aguas australianas. Habita en las lagunas, a menudo en zonas con fondo de arena o grava y en las barreras coralinas. A veces se encuentra en colonias numerosas.

## Galería de imágenes

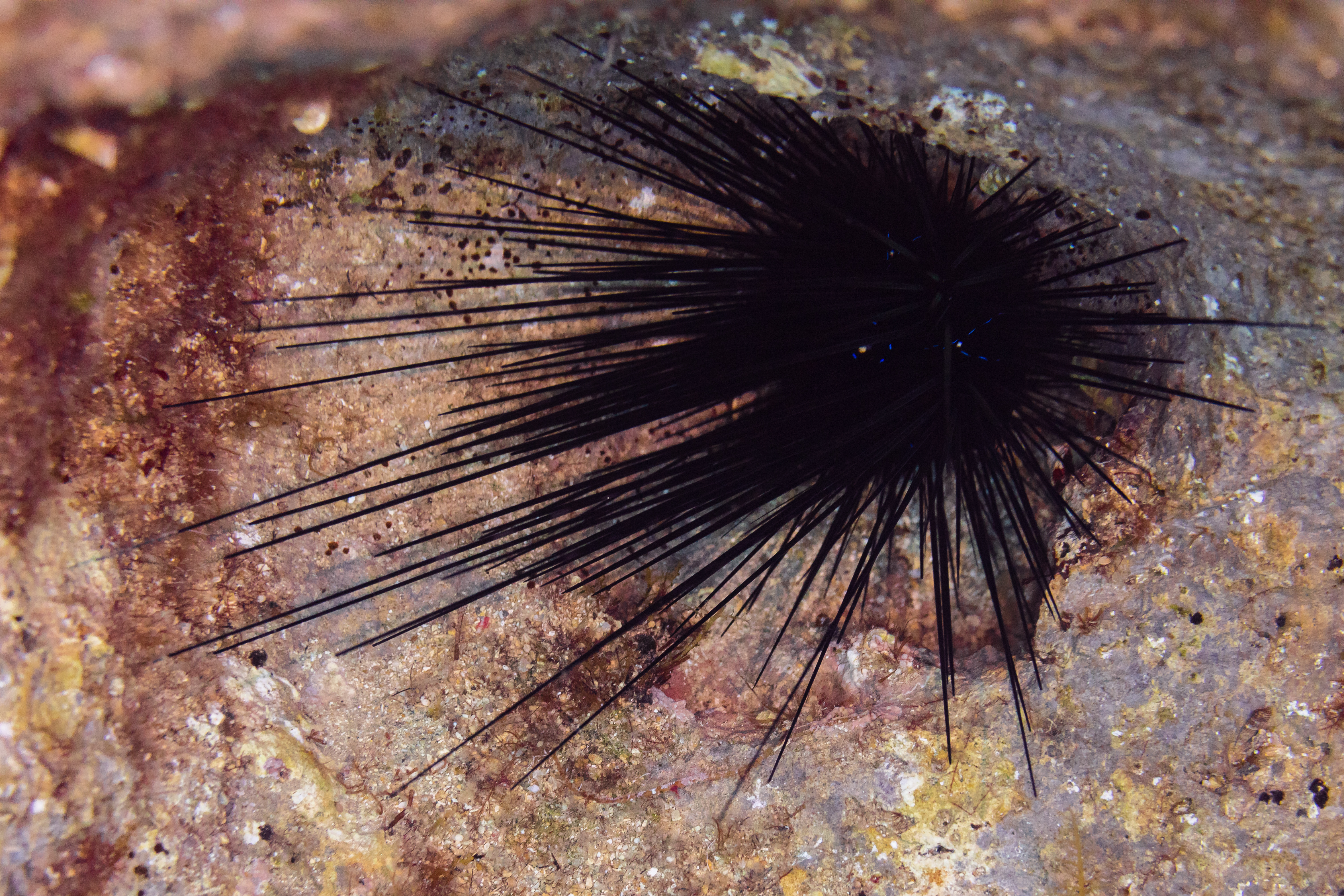
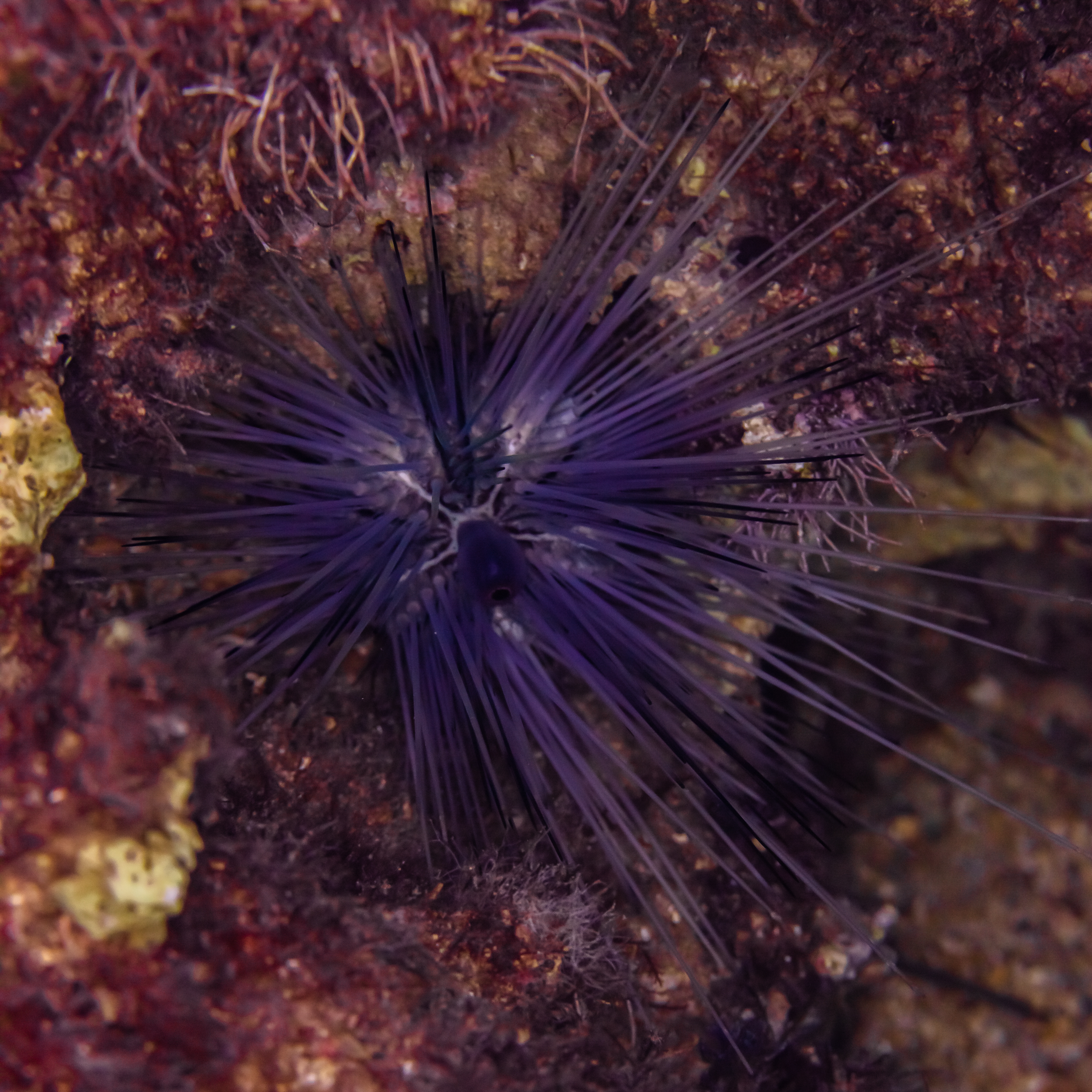
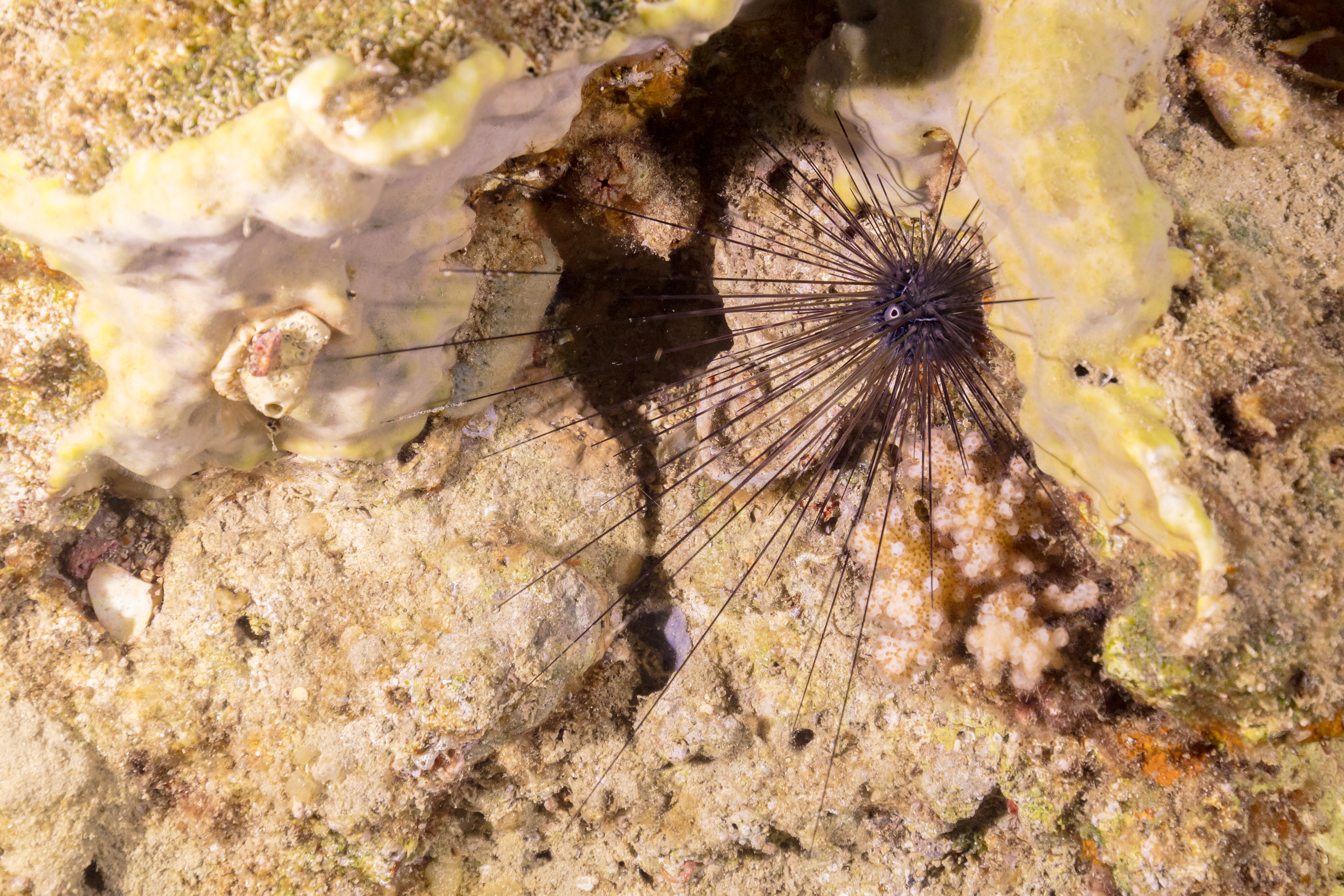
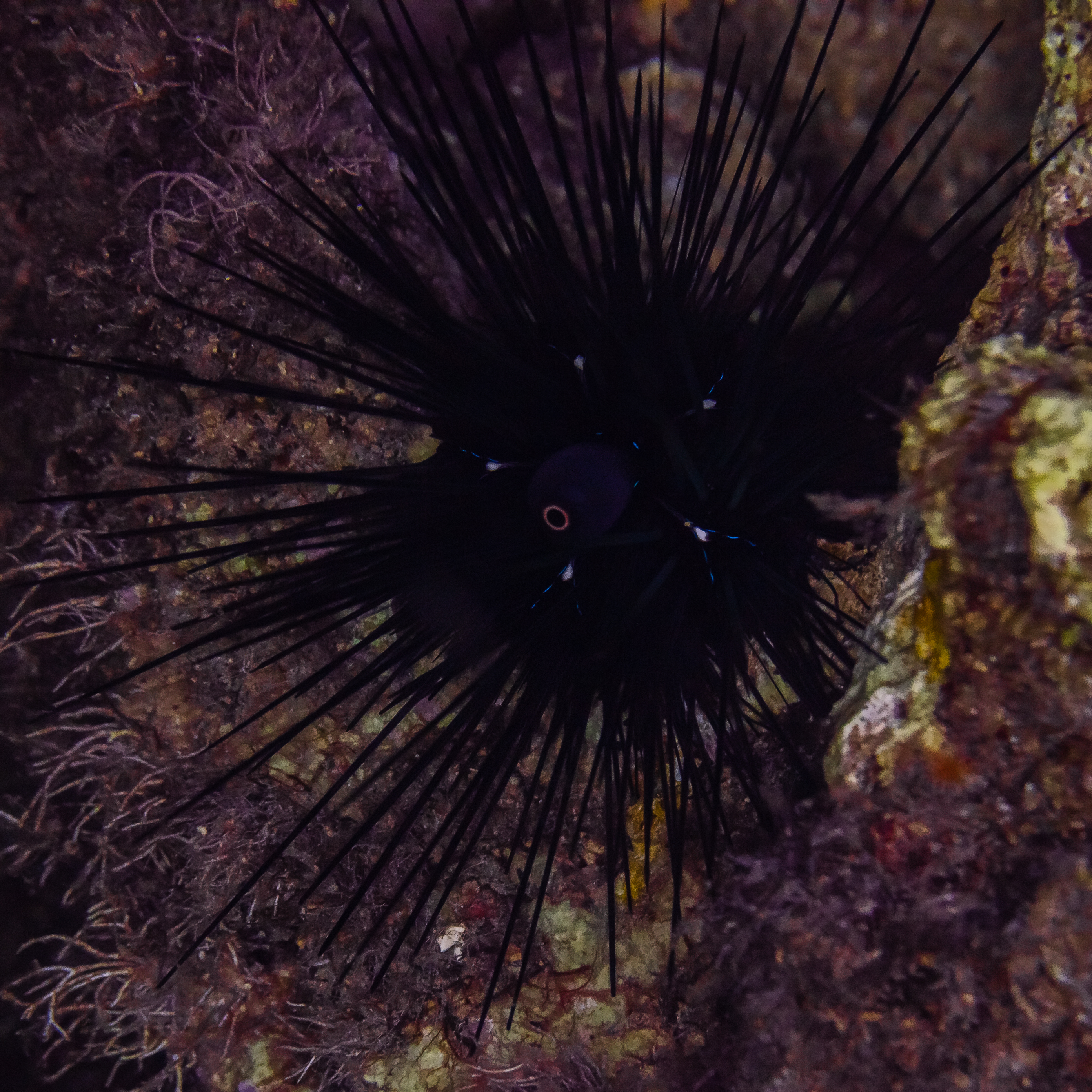
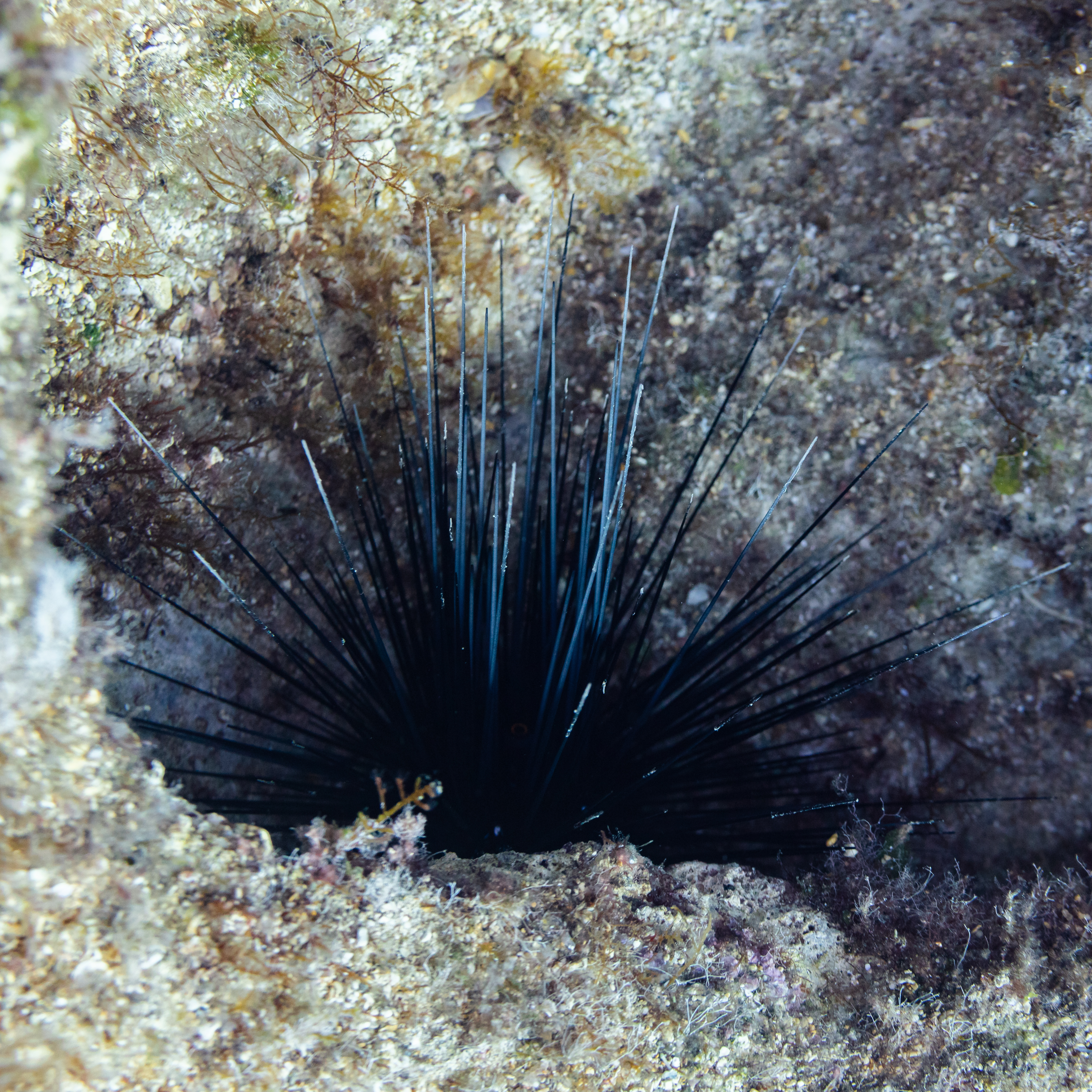
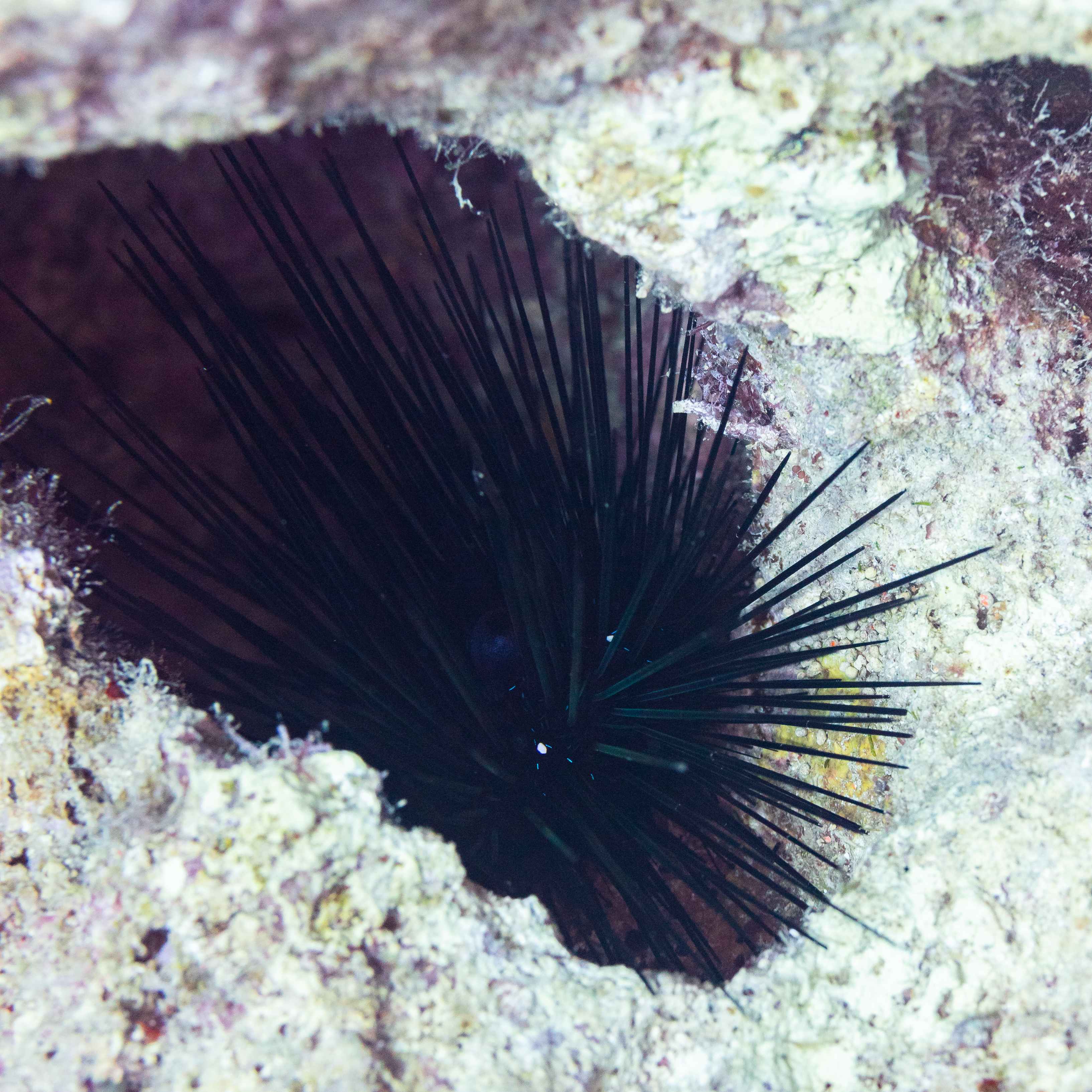
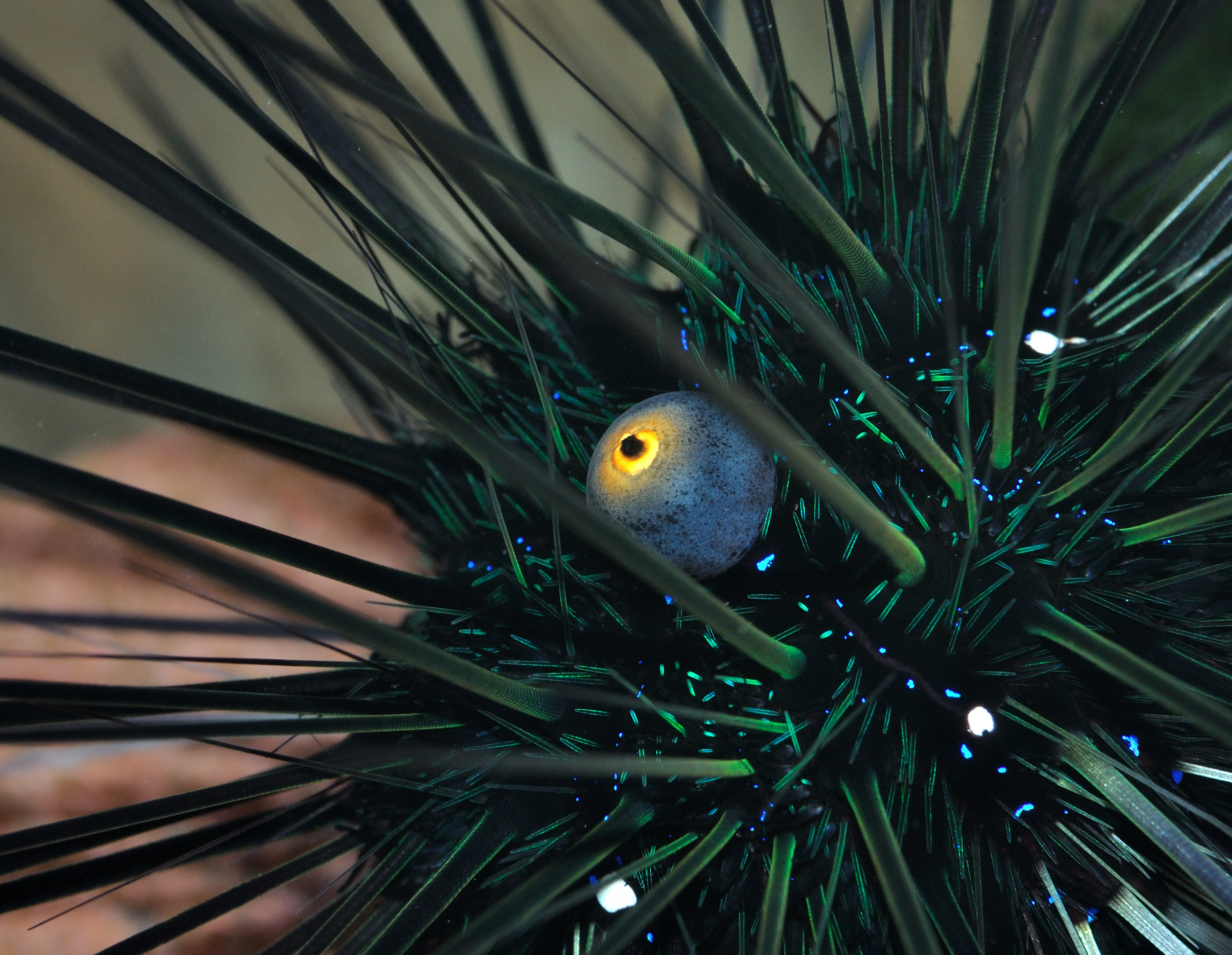
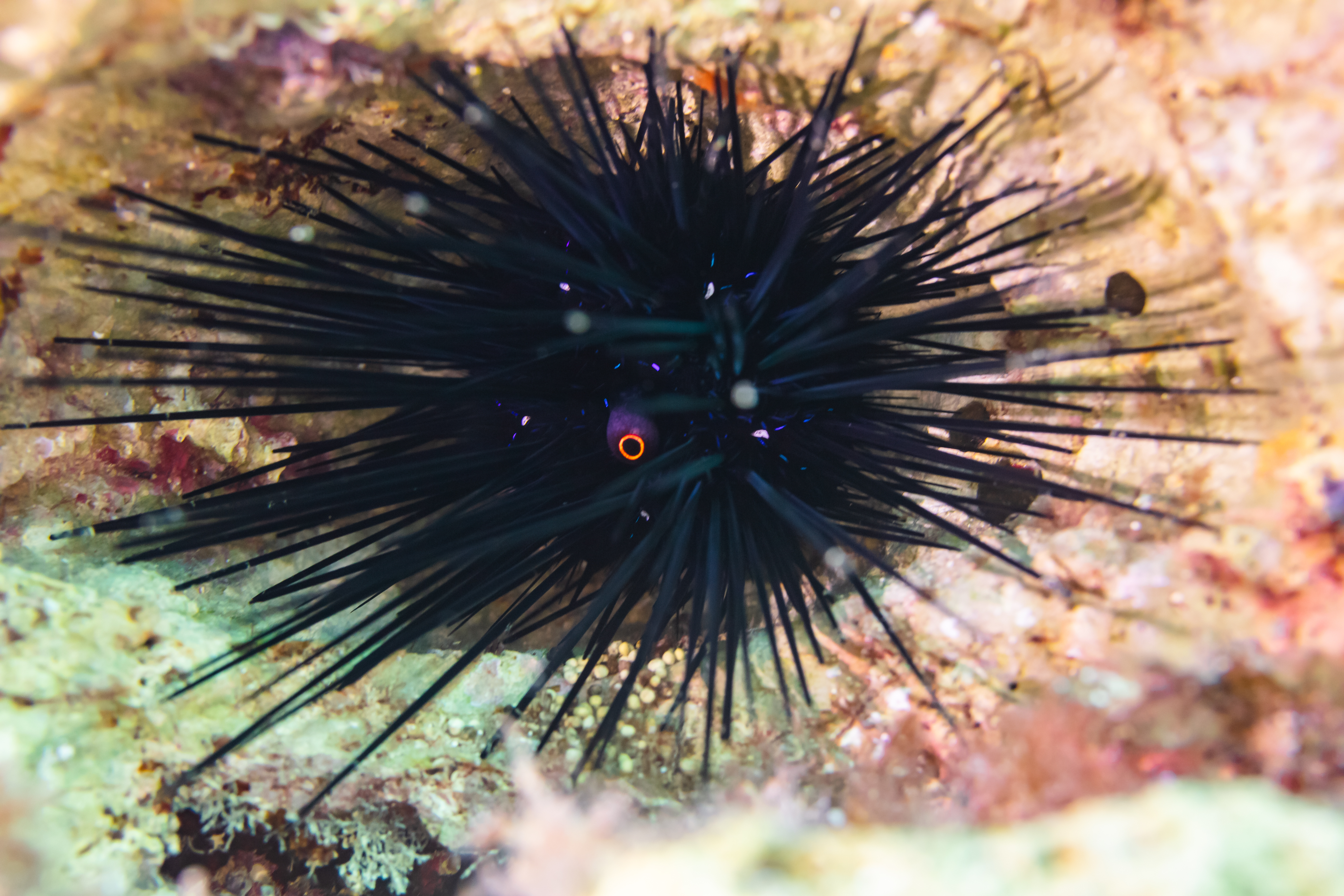
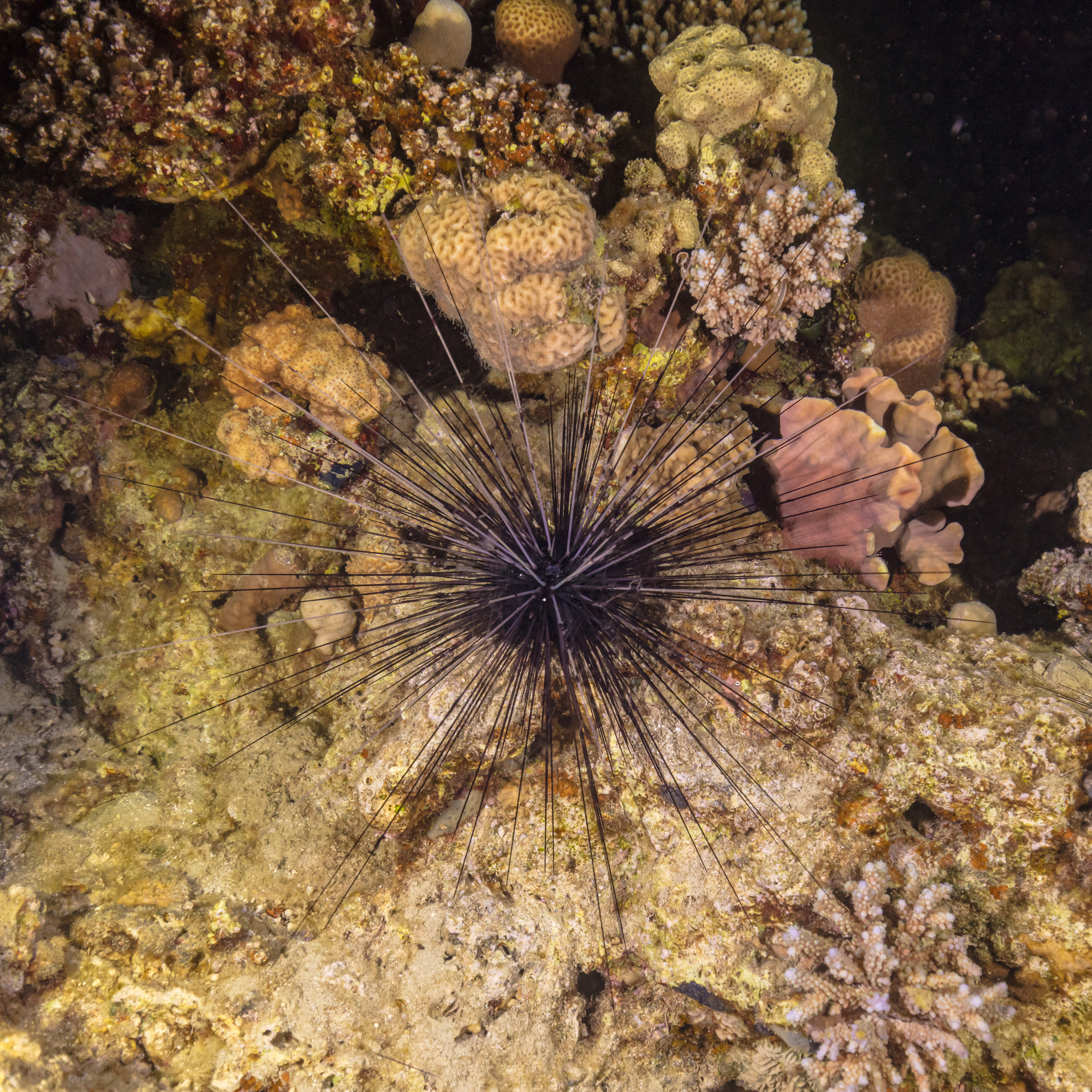